# Ľudovít Kukorelli

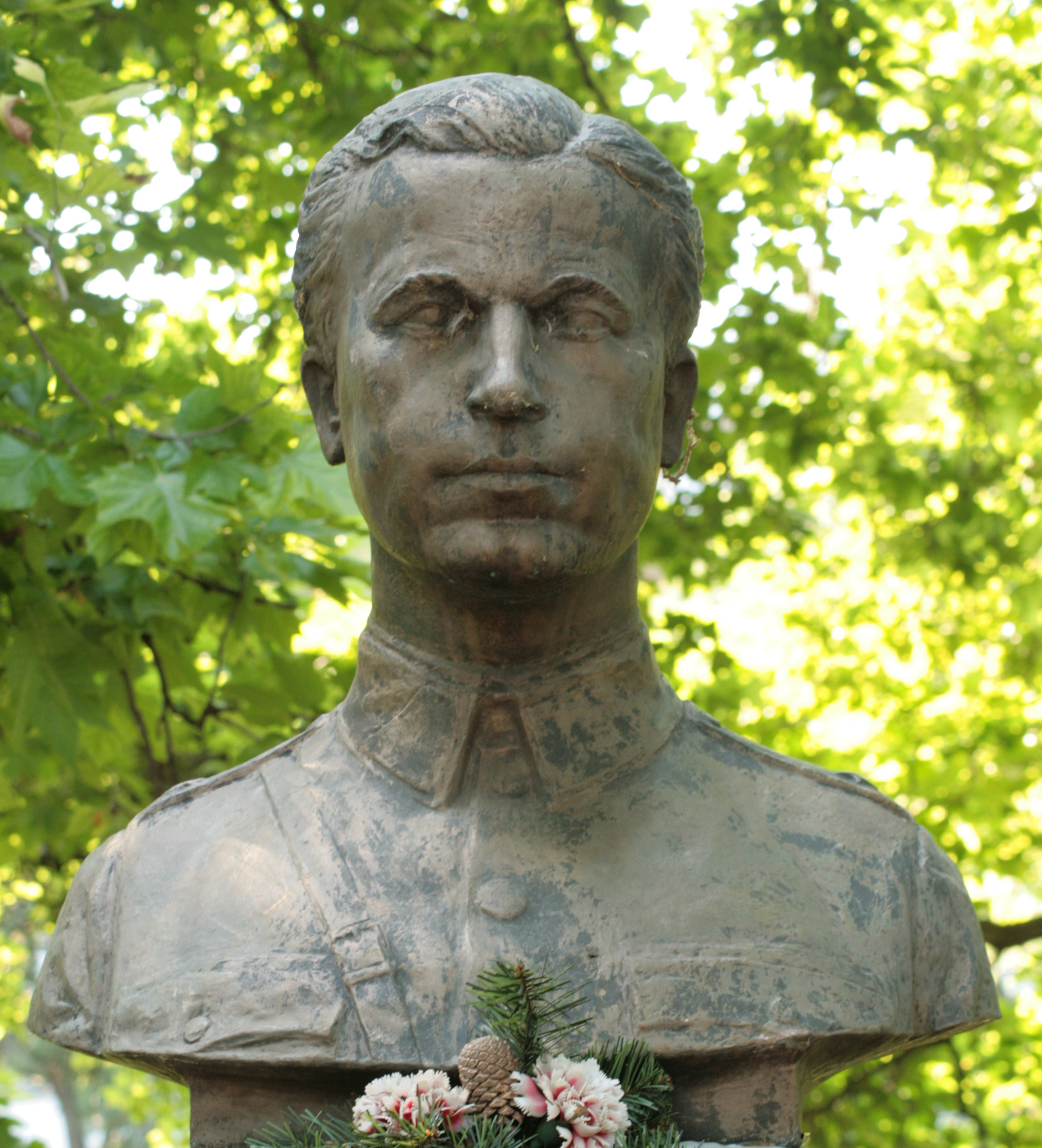
Busta L. Kukorelliho v Bratislavě

Ľudovít Kukorelli (6. října 1914 Krásna Hôrka, dnes část Tvrdošína – 24. listopadu 1944 Habura, okres Medzilaborce) byl důstojník letectva, významný organizátor a velitel partyzánských jednotek na východním Slovensku během druhé světové války.

## Život

### Dětství a mládí
Narodil se v rodině úředníka. Jeho matka byla učitelka. Své neobvyklé příjmení zdědil po dědečkovi, původem z Itálie, který v druhé polovině 19. století přišel na Slovensko jako odborník na stavbu železnic. Měl dva bratry a sestru. Jeho rodina se roku 1924 přestěhovala do Kuzmic, kde dokončil měšťanskou školu. Zanedlouho se však přestěhovali znovu, proto v roce 1932 odmaturoval na reálném gymnáziu v Košicích.

### Raná kariéra v armádě
Následně nastoupil prezenční vojenskou službu, kterou ukončil v hodnosti podporučíka roku 1934. Na vlastní žádost se přihlásil do armády, aby se mohl stát letcem. Byl přidělen k leteckému útvaru v Prešově. V roce 1937 se stal důstojníkem z povolání a byl povýšen na poručíka. Následně v květnu 1938 absolvoval leteckou školu v Prostějově, sloužil v Hradci Králové. Po německé okupaci začátkem dubna 1939 dostal rozkaz k odchodu do Piešťan, kde se již 8. dubna 1939 hlásil na velitelství 3. leteckého pluku. Vzhledem k tomu, že byl v té době na Slovensku nedostatek leteckých důstojníků, rýsovala se Kukorelliho slibná vojenská kariéra. Od roku 1939 se začal zapojovat do konspirační činnosti odboje, byl členem odbojových organizací Flóra a Justícia.

### Druhá světová válka
Když 10. března 1940 dostal pamětní medaili za polské tažení, napsal na ministerstvo národní obrany dopis, v němž uvedl, že neudělal nic, čím by si ji zasloužil a proto ji vrací. V důsledku toho se následně musel zodpovídat nadřízeným za pohrdání státním vyznamenáním. Jeho raport skončil až před ministrem obrany generálem Čatlošem. Jeho situaci navíc zkomplikovala havárie při jednom z cvičných letů blízko Piešťan. Po ní skončil s těžkými zraněními, zůstala mu jizva na tváři od líce až k bradě, přišel o několik zubů a dostal umělé. Kromě toho ještě musel splácet škodu 133 216 korun za zničení letadla.
V té době začal připravovat ilegální odlet několika piešťanských letců do Jugoslávie, akci však Ústředna státní bezpečnosti odhalila a Kukorelli unikl zatčení jen proto, že byl v té době ve Vinnici na Ukrajině. Byl proto urychleně stažen zpět na Slovensko, kde byl 20. srpna zatčen. Dne 19. října byl vojenským soudem v Bratislavě odsouzen na 9 měsíců vězení, dále byl zbaven hodnosti a vyloučen z armády. Od března 1942, po propuštění z vazby na základě amnestie, začal znovu pracovat v odboji. Tři měsíce pracoval v sodovkárně, byl však propuštěn, protože ho neustále sledovala ÚŠB. Následně si další tři měsíce nemohl najít zaměstnání. Zaměstnání získal nakonec v Bratislavě jako obchodní agent s psacími stroji. To mu umožnilo cestovat po celém Slovensku a věnovat se odbojové činnosti. ÚŠB ho však znovu vypátrala a byl proto opět propuštěn. Pod cizím jménem Martin Minarovič však dále pomáhal antifašistům při útěcích do Jugoslávie. Později utekl do protektorátu. V Brně ho však brzy zatklo gestapo a byl transportován zpět na Slovensko. 31. ledna 1943 byl v Piešťanech předán četníkům Z vazby se mu však podařilo uprchnout kuriózním způsobem přes okno WC. Byl na něj vydán celostátní zatykač a ÚŠB po něm následně vyhlásila celostátní pátrání. Kukorellimu se zatím podařilo dostat na Oravu, do oblasti Párnica a Zázrivé, odkud se prostřednictvím místního učitele a odbojové skupiny přemístil na východní Slovensko, do oblasti Ostré hory nad obcí Matiaška. Tam mezi dřevorubci začal organizovat partyzánský oddíl. Při pořizování potřebných prostředků pro svou skupinu ho v listopadu 1943 znovu zatkli v Hlohovci. Poznal ho totiž místní četnický velitel poručík Zuziak, který sem byl přeložen právě kvůli tomu, že mu Kukorelli utekl v Piešťanech. Během transportu se vícekrát pokusil o útěk, který se mu podařil až v Bratislavě. Následně postupoval tři dny hřebenem Malých Karpat do Trnavy, kde se ukryl u přátel. Potom se přes Oravu dostal opět na východní Slovensko. Cestou se setkal se sovětským uprchlíkem z koncentračního tábora Dachau Ivanem Kononovičem Balutou-Jagupovem. Ten se následně stal velitelem partyzánského oddílu Čapajev, který se již formoval nejen ze slovenského antifašistů, ale i z uprchlíků z německých zajateckých táborů. Kukorelli se stal náčelníkem jeho štábu. V této funkci opatřoval výzbroj, munici, stravu i léky pro skupinu. Pro její příslušníky také zařizoval občanské průkazy na falešná jména. Zajišťoval i kontakt s vojenskými posádkami. Prostřednictvím Mikuláše Markuse navázal kontakt s příslušníky dvou pěších divizí dislokovaných na východním Slovensku. Jednotka se pak přemístila do Slanských vrchů za Harb a později k hoře Búč. Asi po měsíci absolvovali ještě jeden přesun do oblasti obce Petrovce v Slanských vrších.
Jednotka, kterou vytvořili, se v červnu 1944 sloučila s Bardejovskou partyzánskou skupinou a o měsíc později se v regionu Medzilaborců a Humenného spojila s oddílem Pugačov. Velitelem této skupiny byl kapitán Rudé armády A. G. Jemľanov. Po tragické smrti kapitána Jemľanova prošla jednotka organizačními změnami a sloučila se oddílem I. I. Kudriavceva. Ľudovít Kukorelli nadále vykonával funkci náčelníka štábu. V té době se jednotka nazývala Čapajev (podle V. I. Čapajeva) a měla kolem 500 příslušníků.
Přesto, že oddíl v srpnu 1944 ještě neměl spojení s ukrajinským Hlavním štábem partyzánského hnutí, ani informace o připravovaném povstání jednotka okamžitě zahájila svou diverzní činnost v první řadě zaměřenou na poškozování německé dopravy a útoky na transporty. Od července do srpna 1944 provedli partyzáni oddílu Čapajev 60 velkých bojových akcí [zdroj?] včetně zničení jednoho německého vojenského transportu s technikou na úseku Košice – Kysak a dalšího u Kostoľan nad Hornádom.
V období Slovenského národního povstání jednotka Čapajev vedla těžké boje s jednotkami 357. pěší divize Wehrmachtu pod velením Josefa Rintelena. Partyzáni v té době disponovali několika stíhači tanků Marder III, které pocházely z výzbroje východoslovenských divizí. Němci při bojích ve Slanských vrších ztratili 1400 vojáků i několik tanků a samohybných děl.[zdroj?] Němci zatlačili partyzány do kritické situace a způsobili jim stejně těžké ztráty, některé části oddílu se rozprchly a partyzáni navíc přišli o zásobovací základnu. Ale oddíl Čapajev se dostal z obklíčení a z oblasti se stáhl do Ondavské vrchoviny. Tam se brigáda sloučila s dalšími partyzánskými oddíly a reorganizovala se na partyzánský svazek. Kukorelli nadále zůstal náčelníkem jeho štábu. 23. října 1944 (podle některých pramenů to bylo 26. října nebo 28. října) partyzáni svazku Čapajev v obci Sukov přepadli a v boji zajali nebo zlikvidovali 73 německých vojáků včetně jednoho generála,[zdroj?] tvořících štáb 97. divize horských myslivců.
V té době vzniklo podezření, že jednotku infiltrovali zrádci. Toto podezření bylo ve skutečnosti vykonstruovaným obviněním ze strany kapitána Kokina Velitel Ivan Bulatov byl následně na základě nepodložených obvinění odvolán do SSSR. 19. listopadu 1944 (podle jiných údajů 18. listopadu) se konal v horách polní soud nad téměř celým štábem svazku Čapajev. Jediný Ľudovít Kukorelli dokazoval nevinu svých spolubojovníků, jež někteří partyzáni, kteří se hodlali chopit moci v jednotce, nakonec zlikvidovali. Na převzetí moci v jednotce se kromě Viktora Kokina podíleli i velitel oddílu Pugačov I. Kudriavcov, nadporučík Tristan, nadporučík F. Uliczay, kpt. Kirpičenko a V. Filotas. A. Lunev, M. Cepko, A. Miťajev, A. Kuriačev a K. Bachmutskij byli následně označeni vinnými a 18. listopadu 1944 popraveni. Bývalý velitel Ivan Baluty-Jagupov byl po přiznání transportován na sovětské území, kde byl držen ve vyšetřovací vazbě až do 3. června 1946, kdy byl shledán nevinným a propuštěn. Pozdější šetření provedené orgány sovětského ministerstva vnitra v roce 1965 ukázalo, že nevinní byli i ostatní partyzáni. Někteří autoři poznamenávají, že vykonstruované obvinění kapitána Kokina a snaha o převzetí velení partyzánské skupiny zřejmě souvisela i s pozdější „záhadnou“ smrtí Ľ. Kukorelliho a partyzána L. Polončáka.
Ve druhé polovině listopadu 1944 jednotka čelila velkému tlaku německých jednotek a byla nucena před jejich obchvatnými manévry ustupovat. Padlo proto rozhodnutí probít se ke 4. ukrajinskému frontu. Plán ústupu jednotky po dohodě se sovětskou stranou vypracoval Kukorelli. 20. listopadu 1944 se vydal oddíl v počtu asi 1 500 mužů, včetně mnoha civilistů, pod Kukorelliho velením přes hory k sovětským vojskům. 23. listopadu tento oddíl zaujal postavení u Medzilaborců v těsné blízkosti německých pozic. Nad ránem dalšího dne jednotka zahájila překvapivý útok na německé postavení mezi obcí Habura a Medzilaborci, které brzy prorazili za značných ztrát na obou stranách. Padlo asi 500 partyzánů a civilistů, kteří unikali před německou pomstou. V tomto boji padl i Ľudovít Kukorelli. Průlom fronty uskutečněný partyzány umožnil jednotkám 4. ukrajinského frontu proniknout 6 km do hloubky německé obrany a ještě více zhoršil situaci německých sil, které byly v průběhu následujících dní nuceny opustit Medzilaborce. Šlo o jednu z největších bojových akcí tohoto typu na území Slovenska.

### Smrt
Jednotka partyzánů při dvouhodinovém ústupovém boji procházela mezi sovětskými a německými postaveními minovým polem, navíc v křížové palbě německých minometů a dělostřelectva. Tělo Ľudovíta Kukorelliho našli asi 25 m od břehu řeky Laborec, pouhých 150 metrů od sovětských zákopů. Asi půl roku po pohřbu jeho tělo exhumovali a v Košicích provedli soudní pitvu, při které zjistili, že ho usmrtila kulka ráže 6,35 mm. Zbraně takového kalibru nebyly běžnou součástí výzbroje frontových jednotek ani jedné ze stran. Přesné okolnosti jeho smrti dodnes nebyly objasněny. 
Jako jediný účastník SNP měl Kukorelli pohřební obřad v Dómu svaté Alžběty v Košicích. Pohřben je na vojenském hřbitově v Košicích.

## Ocenění a vyznamenání
In memoriam byl povýšen do hodnosti majora.
In memoriam vyznamenán:
- Československý válečný kříž 1939
- Československá medaile Za chrabrost před nepřítelem
- Řád rudé hvězdy

## Dramatizace

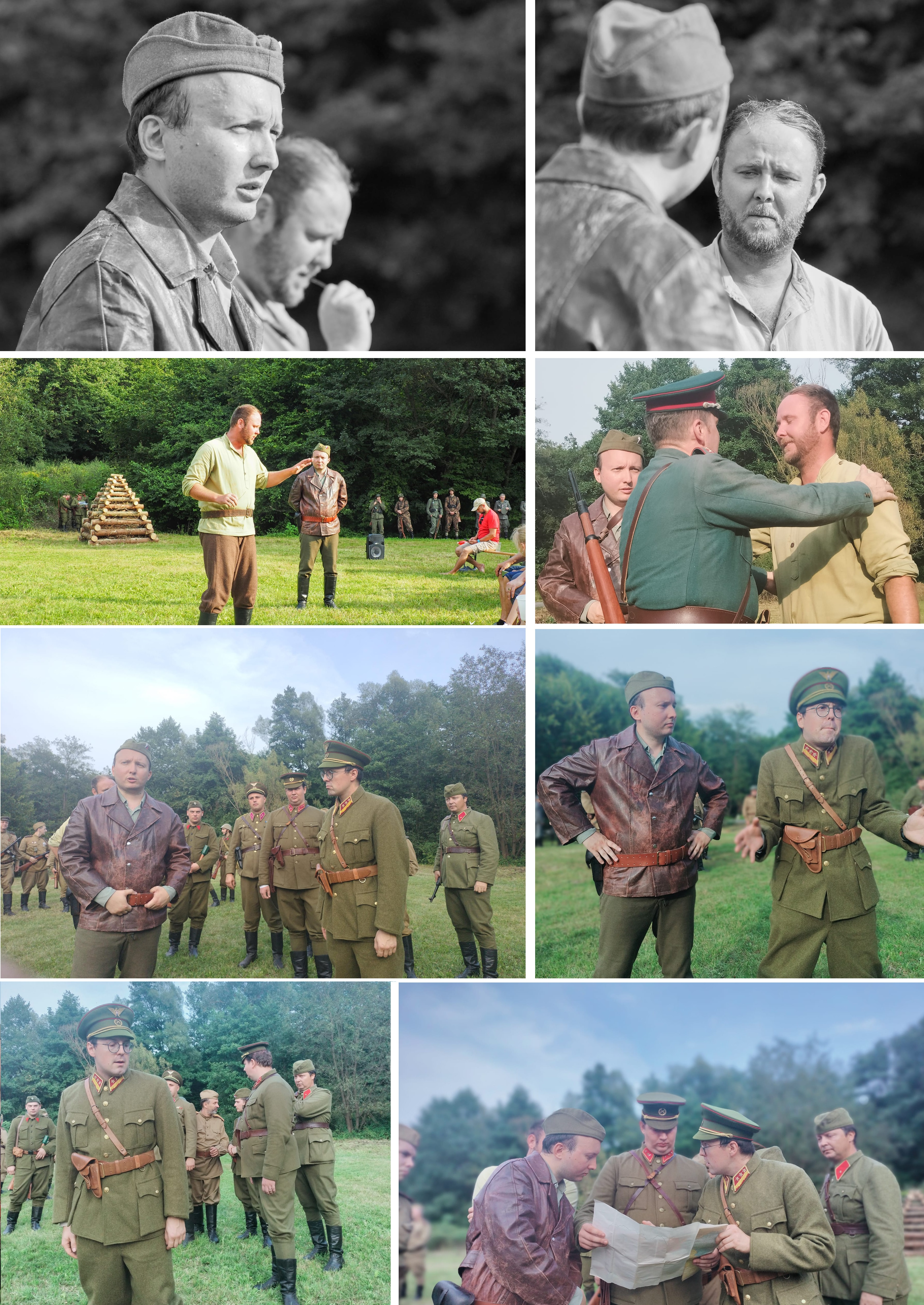
Divadelní dramatizace: Kapitoly ze života Ľudovíta Kukorelliho - Vrátím se živý! (autor Marián Gešper, Matica slovenská; herci: Peter Schvantner jako Kukorelli, Marek Nemec jako Baľuta a další: Martin Hajník, Peter Gustáv Hrbatý, Peter Čeledinský, Štefan Topľanský a další)

Matice slovenská si Kukorelliho připomíná divadelní dramatizací Kapitoly zo života Ľudovíta Kukorelliho - Vrátim sa živý! (autor Marián Gešper), kterou insencuje každoročně prostřednictvím amatérských herců (dobrovolníků) a matičních zaměstnanců.
Herec Milan Kňažko vytvořil postavu Ľudovíta Kukorelliho ve filmech režiséra Jozefa Režuchy - Život na úteku (1975) a ve volném pokračování Choď a nelúč sa (1979).